# Sesleria sphaerocephala
Sesleria sphaerocephala là một loài thực vật có hoa trong họ Hòa thảo. Loài này được Ard. miêu tả khoa học đầu tiên năm 1764.